# Immigration mahonnaise en Algérie
 (janvier 2010).
Si vous disposez d'ouvrages ou d'articles de référence ou si vous connaissez des sites web de qualité traitant du thème abordé ici, merci de compléter l'article en donnant les références utiles à sa vérifiabilité et en les liant à la section « Notes et références ».
L'immigration mahonnaise en Algérie s'est développée principalement entre 1830 et 1845. Spontanée, elle est tolérée par les autorités françaises dès le début de la conquête de l'Algérie par la France, puis organisée administrativement à partir de 1855. Elle s'inscrit plus largement dans l'immigration espagnole qui a concerné successivement les Majorquins puis les Valenciens et les Alicantais. Il s'agit principalement d'une immigration économique, induite par la misère qui régnait alors dans les îles Baléares ; les Mahonnais sont stricto sensu les habitants de la ville de Mahon, capitale de l'île de Minorque. Cette population a joué un rôle déterminant dans l'agriculture algéroise et s'est rapidement intégrée à la population française, principalement grâce à l'école publique. 
Quelques patronymes minorcains rappellent cette immigration en terre africaine : Pons, Mercadal, Sintes (ou Sintès), Cordona, Coll, Portella, Ferrer, Fébrer, Armangau, Tuduri, Torres (ou Torrès), Gomila, Moll, Séduit, Orfila, Rotger, Borràs (devenu Voudras). Dans son œuvre  Le Premier Homme Camus évoque les membres de sa famille originaires de cette île, arrivés autour de 1845 en Algérie. Il précise qu'un différend violent entre voisins, dans la confusion tragique suscitée par le port de costumes masculins identiques, a motivé le départ de sa famille pour l'Algérie.

## Histoire

### Immigration

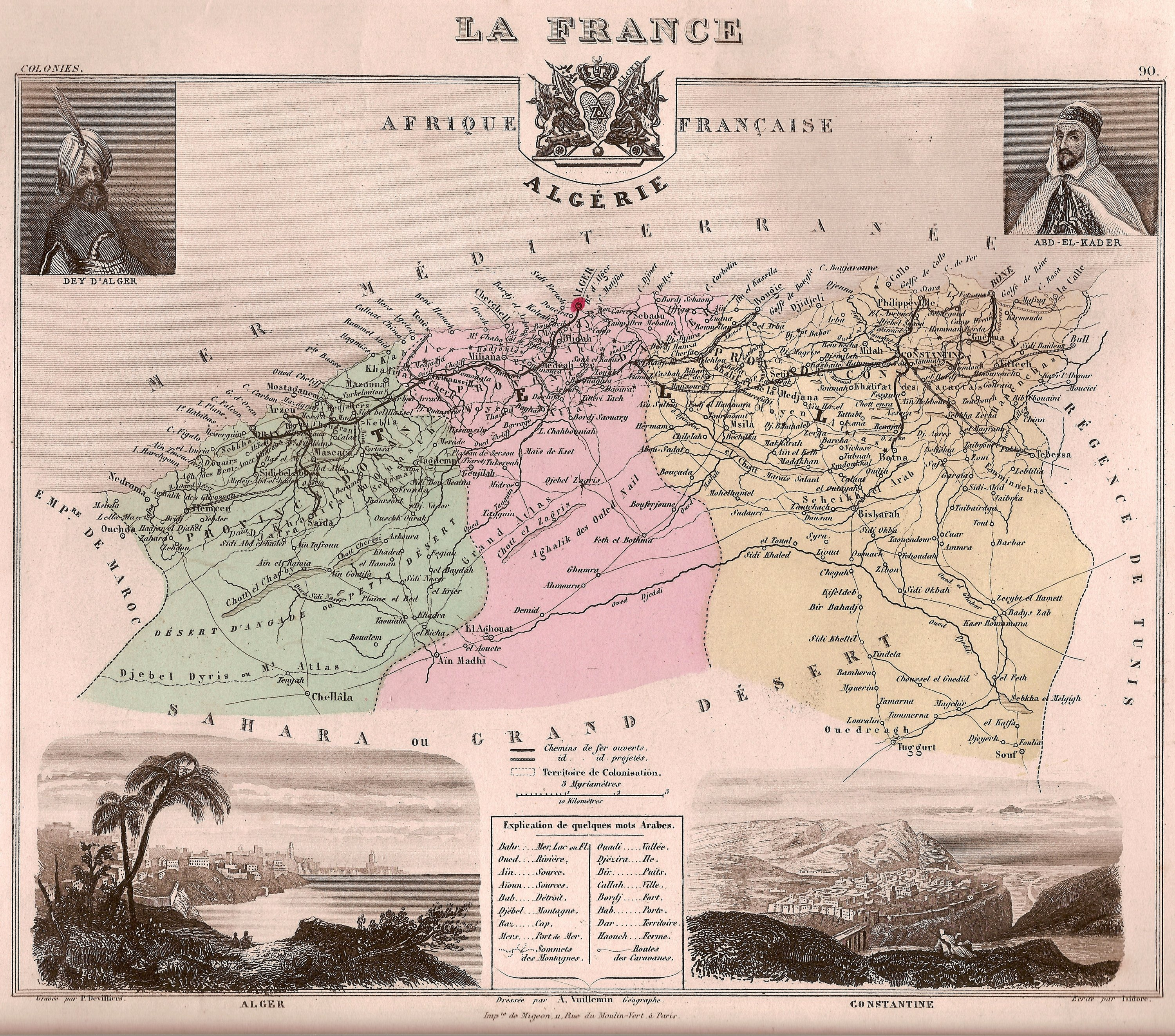
Carte des trois provinces d'Algérie (à l'ouest Oran, au centre Alger, à l'est Constantine) avant leur remplacement par les départements français d'Algérie. circa 1848

Minorque revient à l'Espagne en 1802, par le traité d'Amiens. Les mauvaises récoltes aggravent les difficultés ; beaucoup d'hommes rejettent la conscription imposée par le gouvernement.
De nombreux immigrés débarquent à Alger pour le travail de la terre, pour les grands travaux de communication ainsi que pour la construction des villes nouvelles. Les Mahonnais, communauté originaire de Minorque et plus généralement des Îles Baléares, immigrent et s'installent en grand nombre dans l'Algérois notamment à Fort-de-l'Eau, Rouïba, Maison-Carrée, Cap-Matifou, Hussein Dey, Birkadem, Birmandreis et Blida.
Les Mahonnais sont spécialisés dans le travail de la terre : ils fourniront tout Alger en primeurs.
Ils débarquent dans la baie d'Alger de manière légale ou illégale à bord de petits bateaux nommés balancelles, surtout pendant la période d'occupation restreinte, entre 1830 et 1845. Chaque famille accueille ses compatriotes au début. Les liens familiaux sont très forts, la communauté est assez hermétique, surtout au début où l'endogamie communautaire hispanique est très pratiquée.

### Développement économique
Les immigrés de Minorque s'adaptent très facilement au climat rude, proche de celui de leur île d'origine et adaptent leurs méthodes (noria, rigoles pour l'irrigation entre autres) au travail de la terre, souvent en tant que travailleurs saisonniers. Leur mobilité est grande. Ils accèdent aux concessions : la création de Fort-de-l'Eau témoigne de l'importance de ces familles mahonnaises, appréciées par l'administration coloniale. Le baron de Vialar encourage cette immigration : de nombreux courriers adressés au Ministre de la Guerre à la fin des années 1840 vantent les qualités de cette communauté concentrée autour d'Alger. Il conseille de permettre aux Mahonnais d'accéder aux concessions normalement réservés aux seuls français. 
Au XIXe siècle, ces Mahonnais mettront en valeur toute la région autour d'Alger, non sans problème : l'insécurité est très forte. Les terres, non cultivées, sont souvent insalubres.
Il n'est pas rare que les travailleurs soient confrontés à des attaques de hyènes ou à des attaques indigènes lors des razzias en période d'insurrection (sous la direction d'Abdelkader). Ils sont également confrontés au paludisme, répandu alors dans la Mitidja.

### Intégration
Au XXe siècle, les générations successives de Mahonnais s'intègrent assez facilement à la société coloniale. L'armée et l'école en font rapidement des Français à part entière. En 1870 et en 1889, ils accèdent massivement à la nationalité française. Ces descendants de Minorquins évoluent vers des professions non agricoles : petit commerce, services, industrie ou fonction publique.
Descendant célèbres de minorcains : Albert Camus (par sa mère), les chausseurs « Mercadal » (« atelier Mercadal »).
La soubressade ou sobrassada est une spécialité charcutière des îles Baléares, consommée par les minorquins et par leurs descendants, puis largement adoptée par la communauté pied-noire. Elle reste assez méconnue en Métropole.

## Le déplacement en métropole
Pour un article plus général, voir Exode des Pieds-Noirs.
Ces descendants de Mahonnais quittent l'Algérie après la guerre d'Algérie. Détenteurs de la nationalité française, ces descendants d'immigrés envisagent alors leur déplacement vers la Métropole.
Une très forte partie des personnes venant de Minorque, et généralement des Baléares, descendaient de combattants venus autrefois de la Catalogne française (Catalogne du nord) ainsi que du Roussillon, qui avaient chassé les maures lors de la reconquête en 1229 (à Majorque), puis en janvier 1287 à Minorque.